# Cinnamomum tenuifolium
Cinnamomum tenuifolium är en lagerväxtart som beskrevs av J. Sugimoto. Cinnamomum tenuifolium ingår i släktet Cinnamomum och familjen lagerväxter. Inga underarter finns listade i Catalogue of Life.